# Сулейман Діонг
Сулейман Діонг (фр. Souleymane Diongue; нар. 6 червня 1994) — сенегальський футболіст, лівий захисник клубу «Черкащина».

## Життєпис
Народився в Сенегалі, де й розпочав займатися футболом. У 2015 році виїхав до України, де став гравцем аматорського колективу «Корона» (Львів). Наступний рік відіграв за «Карпати» (Старе Село). У 2018 році підсилив «Гал-КАТ-Арсенал» (с. Зубра), в якому провів два роки.
26 лютого 2020 року підписав перший професіональний контракт, з хмельницьким «Поділлям». Проте через пандемію COVID-19 та дострокове припинення сезону у Другій лізі не зіграв жодного офіційного матчу за хмельницький клуб. Влітку 2020 року залишив хмельницький клуб та перейшов у «Черкащину». Дебютував у футболці черкаського клубу 15 липня 2020 року в програному (0:4) виїзному поєдинку 24-го туру Першої ліги проти львівського «Руху». Діонг вийшов на поле в стартовому складі та відіграв увесь матч.